# Science Citation Index
El Science Citation Index (SCI) és una base de dades bibliogràfica on es recullen totes les contribucions (articles, editorials, cartes, revisions, discussions...) que es puguin publicar a les principals revistes de ciència i tecnologia indexades per Thomson Reuters.

## Creació
A aquest índex se’l coneixia anteriorment com ISI, ja que en principi la institució que produïa l'índex era l'Institut per la Informació Científica, l'Institute for Scientific Information (ISI), creat per Eugene Garfieldl'any 1960. Actualment és propietat de Thomson Reuters.

## Science Citation Index Expanded
La versió més extensa (Science Citation Index Expanded) engloba més de 6.500 revistes especialitzades, que entre totes elles tracten més de 150 disciplines des de l'any 1900 fins a dia d'avui. Actualment aquestes revistes són reconegudes les més importants en l'àmbit de la ciència i la tecnologia.

## Selecció de les fonts
En els nostres dies es produeix un gran volum d'informació científica i tècnica, és per això que aquesta base de dades ha de realitzar una selecció molt exhaustiva de les revistes que es volen indexar, essent molt estrictes amb els criteris de selecció per a poder seguir mantenint una alta qualitat de la informació indexada.
Publicar un article en una revista que ha estat indexada per l'ISI és valorat molt positivament en les polítiques d'avaluació científica.

## Disponibilitat
L'índex està disponible en línia a través de diferents plataformes com ara a través de The Web of Scienceo d'altres com SciSearch. Tot i així també el podem trobar disponible a través d'altres vies com ara CD o versions impreses, els quals contenen un nombre menor de revistes respecte a la versió en línia.

## Funció
Aquesta base de dades permet als científics i als investigadors identificar quins articles posteriors han citat aquests articles temps després, quines citacions s'han fet d'un article d'un autor en concret o bé quins han estat citats amb més freqüència.

## Índexs de bases especialitzades
Thomson Reuters també ha comercialitzat altres subconjunts d'aquesta base de dades, coneguts sota el nom d'índexs de cites especialitzades (Specialty Citation Indexes), com per exemple l'índex de Citació de Neurociència (Neuroscience Citation Index) o l'índex de Citació Química (Chemistry Citation Index)